# Kanton Fontenay-Trésigny
Kanton Fontenay-Trésigny (fr. Canton de Fontenay-Trésigny) je francouzský kanton v departementu Seine-et-Marne v regionu Île-de-France. Tvoří ho 33 obcí. Kanton vznikl v roce 2015.

## Obce kantonu
| - Bernay-Vilbert - La Chapelle-Iger - Les Chapelles-Bourbon - Châtres - Chaumes-en-Brie - Coubert - Courpalay - Courquetaine - Crevecour-en-Brie - Dammartin-sur-Tigeaux - Évry-Grégy-sur-Yerre - Faremoutiers - Fontenay-Trésigny - Grisy-Suisnes - Guérard - La Houssaye-en-Brie - Limoges-Fourches | - Lissy - Liverdy-en-Brie - Lumigny-Nesles-Ormeaux - Marles-en-Brie - Mortcerf - Neufmoutiers-en-Brie - Ozouer-le-Voulgis - Pécy - Le Plessis-Feu-Aussoux - Pommeuse - Presles-en-Brie - Rozay-en-Brie - Soignolles-en-Brie - Solers - Vaudoy-en-Brie - Voinsles |